# 奧姆登龍屬
奥姆登龍屬（學名：Ohmdenosaurus）是蜥腳下目恐龍的一屬，屬於火山齒龍科，生存於侏羅紀早期（托阿爾階）的德國。牠的體型非常小型，約只有4米長。牠的化石只有三根在巴登-符騰堡發現的四肢骨頭。牠的模式種是里阿斯奥姆登龍（O. liasicus），是由Rupert Wild於1978年描述、命名的。

## 歷史
在1970年代，古生物學家Rupert Wild研究存放在侯茲馬登博物館的蛇頸龍亞目肱骨化石。他發現這些骨頭並非屬於蛇頸龍亞目的，而是屬於恐龍的。但由於這些骨頭長期存放於博物館內，使得沒有人知道它們的來源。化石的下部仍然陷在母岩中，有可能是來自於歐姆殿層附近的採石場。在1978年，Wild正式將這些骨頭命名為里阿斯奥姆登龍（O. liasicus），种名是早侏儸世的舊名里阿斯統。

## 描述
正模標本包含了右後肢的骨頭：右脛骨、距骨及跟骨，都是發現於同一地層。脛骨量度至遠端長約40.5厘米，顯示牠們是種小型蜥腳類恐龍。骨頭的末端受到明顯侵蝕，有些位置的表層是在化石處理過程時候受到破壞。脛骨很密及厚實，在末端特別的厚。脛骨上的突是用來連接肌肉的。遠端分成兩個髁，而近端則遂漸轉密。在脛骨下連接的距骨，最長達14厘米，外型類似鞋子，頂端沒有凸處。頂邊的溝有可能是連接腳跟的。小型的跟骨應該直接在腓骨旁邊。脛骨的末端及距骨的表面較為粗糙及有溝，都是用來連接軟骨的。
奥姆登龍的化石母岩裡，有海生蝸牛Coelodiscus，這些化石可能來自Posidoniau頁岩層，是個海相沉積層，地質年代相當於托阿爾階中期。有可能是這隻恐龍死後，被水流沖刷到海洋裡。

## 分類
歐姆殿龍被認為是早期、基礎蜥腳下目恐龍。Wild在他的研究中將歐姆殿龍與蜥腳下目（如鯨龍）及原蜥腳下目（如板龍）作出比較。他發現歐姆殿龍的脛骨關節是成水平的，並認為歐姆殿龍的腳像柱子般，所以歐姆殿龍有可能是屬於四足的蜥腳下目。另外，距骨沒有了突出部份，也類似兩足的原蜥腳類恐龍。他綜合所有這些特徵，認為歐姆殿龍是屬於蜥腳下目的新科。
在1990年，John Stanton McIntosh將歐姆殿龍歸類於火山齒龍科。但是，火山齒龍科是個「無法歸類物種集中地」，許多暫時無法歸類於基礎型蜥腳類恐龍，被歸類到火山齒龍科。由於目前對原蜥腳下目有更多的研究，在與火山齒龍比較下，發現脛骨非常相似。差別在於歐姆殿龍的距骨的側向扁，且在蜥腳下目中較為彎曲。雖然沒有其他的證據，歐姆殿龍通常都會分類在火山齒龍科下。到目前為止，火山齒龍科沒有被準確地定義過。

## 外部連結
- The Dinosaur Encyclopaedia （页面存档备份，存于）
- 恐龍博物館──歐姆殿龍